# MKB-10 Poglavje XVII: Prirojene malformacije, deformacije in kromosomske nenormalnosti
| Mednarodna klasifikacija bolezni in sorodnih zdravstvenih problemov 10. popravljena izdaja | Mednarodna klasifikacija bolezni in sorodnih zdravstvenih problemov 10. popravljena izdaja | Mednarodna klasifikacija bolezni in sorodnih zdravstvenih problemov 10. popravljena izdaja     |
| Poglavje                                                                                   | Kategorije                                                                                 | Naslov                                                                                         |
| ------------------------------------------------------------------------------------------ | ------------------------------------------------------------------------------------------ | ---------------------------------------------------------------------------------------------- |
| I                                                                                          | A00-B99                                                                                    | Nekatere infekcijske in parazitske bolezni                                                     |
| II                                                                                         | C00-D48                                                                                    | Neoplazme                                                                                      |
| III                                                                                        | D50-D89                                                                                    | Bolezni krvi in krvotvornih organov in nekatere bolezni, pri katerih je udeležen imunski odziv |
| IV                                                                                         | E00-E90                                                                                    | Endokrine, prehranske in presnovne bolezni                                                     |
| V                                                                                          | F00-F99                                                                                    | Duševne in vedenjske motnje                                                                    |
| VI                                                                                         | G00-G99                                                                                    | Bolezni živčevja                                                                               |
| VII                                                                                        | H00-H59                                                                                    | Bolezni očesa in adneksov                                                                      |
| VIII                                                                                       | H60-H95                                                                                    | Bolezni ušesa in mastoida                                                                      |
| IX                                                                                         | I00-I99                                                                                    | Bolezni obtočil                                                                                |
| X                                                                                          | J00-J99                                                                                    | Bolezni dihal                                                                                  |
| XI                                                                                         | K00-K93                                                                                    | Bolezni prebavil                                                                               |
| XII                                                                                        | L00-L99                                                                                    | Bolezni kože in podkožja                                                                       |
| XIII                                                                                       | M00-M99                                                                                    | Bolezni mišično-skeletnega sistema in vezivnega tkiva                                          |
| XIV                                                                                        | N00-N99                                                                                    | Bolezni sečil in spolovil                                                                      |
| XV                                                                                         | O00-O99                                                                                    | Nosečnost, porod in poporodno obdobje                                                          |
| XVI                                                                                        | P00-P96                                                                                    | Nekatera stanja, ki izvirajo v obporodnem obdobju                                              |
| XVII                                                                                       | Q00-Q99                                                                                    | Prirojene malformacije, deformacije in kromosomske nenormalnosti                               |
| XVIII                                                                                      | R00-R99                                                                                    | Simptomi, znaki in nenormalni klinični in laboratorijski izvidi, ki niso uvrščeni drugje       |
| XIX                                                                                        | S00-T98                                                                                    | Poškodbe, zastrupitve in nekatere druge posledice zunanjih vzrokov                             |
| XX                                                                                         | V01-Y98                                                                                    | Zunanji vzroki obolevnosti in umrljivosti                                                      |
| XXI                                                                                        | Z00-Z99                                                                                    | Dejavniki, ki vplivajo na zdravstveno stanje in na stik z zdravstveno službo                   |
| XXII                                                                                       | U00-U99                                                                                    | Kode za posebno uporabo                                                                        |

Mednarodno klasifikacijo bolezni in sorodnih zdravstvenih problemov 10-ta revizija (MKB-10) objavlja Svetovna zdravstvena organizacija (WHO)..  Ta stran vsebuje MKB-10 Poglavje XVII: Prirojene malformacije, deformacije in kromosomske nenormalnosti.

## Q00-Q89 - Prirojene malformacije in deformacije

### (Q00-Q07) Prirojene malformaciježivčevja
- (Q00) Anencefalija in podobne malformacije
  - (Q00.0) Anencefalija
    - Acefalija
    - Akranija
    - Amielencefalija
    - Hemianencefalija
    - Hemicefalija

  - (Q00.1) Kraniorahishiza
  - (Q00.2) Iniencefalija
- (Q01) Encefalokela
- (Q02) Mikrocefalija
- (Q03) Prirojeni hidrocefalus (vodenoglavost)
  - (Q03.0) Malformacije Silvijevega akvedukta
  - (Q03.1) Atrezija Magendijeve in Luschkove odprtine
    - Dandy-Walkerjev sindrom

  - (Q03.8) Druge vrste prirojeni hidrocefalus
  - (Q03.9) Prirojeni hidrocefalus, neopredeljen
- (Q04) Druge prirojene malformacije možganov
  - (Q04.0) Prirojene malformacije korpusa kalozuma
  - (Q04.1) Arinencefalija
  - (Q04.2) Holoprozencefalija
  - (Q04.3) Druge deformacije z redukcijo možganov
    - Agirija in lisencefalija (EUROCAT Q04.33)
    - Mikrogirija in pahigirija (EUROCAT Q04.34)
    - Hydranencefalija (EUROCAT Q04.35)

  - (Q04.4) Septo-optična displazija
  - (Q04.5) Megalencefalija
  - (Q04.6) Prirojene možganske ciste
    - Porencefalija
    - Shizencefalija

  - (Q04.8) Druge opredeljene prirojene malformacije možganov
  - (Q04.9) Prirojena malformacija možganov, neopredeljena
- (Q05) Spina bifida
- (Q06) Druge opredeljene prirojene malformacije hrbtega mozga
  - (Q06.0) Amielija
  - (Q06.1) Hipoplazija in displazija hrbtega mozga
  - (Q06.2) Diastematomielija
  - (Q06.3) Druge prirojene malformacije kavde ekvine
  - (Q06.4) Hidromielija
    - Hidrorahija

  - (Q06.8) Druge opredeljene prirojene malformacije hrbtega mozga
  - (Q06.9) Prirojenea malformacija hrbtega mozga, neopredeljena
- (Q07) Druge prirojene malformacije živčevja
  - (Q07.0) Arnold-Chiarijev sindrom
  - (Q07.8) Druge opredeljene prirojene malformacije živčevja
  - (Q07.9) Prirojena malformacija živčevja, neopredeljena

### (Q10-Q18) Prirojene malformacijeočesa,ušesa,obrazainvratu

#### Oko
- (Q10) Prirojene malformacije veke, solznega aparata in očnice
  - (Q10.0) Prirojena ptoza
  - (Q10.1) Prirojeni ektropion
  - (Q10.2) Prirojeni entropion
  - (Q10.3) Druge prirojene malformacije veke
    - Ablefaron
    - Blefarofimoza, prirojena
    - Kolobom veke

  - (Q10.4) Odsotnost in agenezija solznega aparata
  - (Q10.5) Prirojena zožitev in zažetje solzevoda
  - (Q10.6) Druge prirojene malformacije solznega aparata
  - (Q10.7) Prirojena malformacija očnice
- (Q11) Anoftalmus, mikroftalmus in makroftalmus
  - (Q11.0) Cistično zrklo
  - (Q11.1) Druge anoftalmije
  - (Q11.2) Mikroftalmus
    - Kriptoftalamus BDO
    - Displazija očesa
    - Hipoplazija očesa
    - Zakrnelo oko

  - (Q11.3) Makroftalmus
- (Q12) Prirojene malformacije leče
  - (Q12.0) Prirojena siva mrena
  - (Q12.1) Prirojena luksacije leče
  - (Q12.2) Kolobom leče
  - (Q12.3) Prirojena afakija
  - (Q12.4) Sferofakija
  - (Q12.8) Druge prirojene malformacije leče
  - (Q12.9) Prirojena malformacija leče, neopredeljena
- (Q13) Prirojene malformacije sprednjega segmenta očesa
  - (Q13.0) Kolobom šarenice
  - (Q13.1) Odsotnost šarenice
    - Aniridija

  - (Q13.2) Druge prirojene malformacije šarenice
    - Prirojena anizokorija
    - Atrezija punčice
    - Korektopija

  - (Q13.3) Prirojena motnjava roženice
  - (Q13.4) Druge prirojene malformacije roženice
    - Petrova anomalija
    - Mikrokornea

  - (Q13.5) Modra roženica
  - (Q13.8) Druge prirojene malformacije sprednjega segmenta očesa
  - (Q13.9) Prirojena malformacija sprednjega segmenta očesa, neopredeljena
- (Q14) Prirojene malformacije zadnjega segmenta očesa
  - (Q14.0) Prirojena malformacija steklovine
  - (Q14.1) Prirojena malformacija mrežnice
  - (Q14.2) Prirojena malformacija optičnega diska
    - Kolobom optičnega diska

  - (Q14.3) Prirojena malformacija žilnice
  - (Q14.8) Druge prirojene malformacije zadnjega segmenta očesa
    - Kolobom očesnega ozadja

  - (Q14.9) Prirojena malformacija zadnjega segmenta očesa, neopredeljena
- (Q15) Druge prirojene malformacije očesa
  - (Q15.0) Prirojeni glavkom
    - Buftalmus
    - Glavkoma pri novorojnčku
    - Hidroftalmus
    - Keratoglobus, prirojeni, z glavkomom
    - Makrokornea z glavkomom
    - Makroftalmus in prirojenem glavkomom
    - Megalokornea z glavkomom

#### Uho
- (Q16) Prirojene malformacije ušesa ki prizadenejo sluh
- (Q17) Druge prirojene malformacije ušesa
  - (Q17.0) Dodatni uhelj
    - Dodatni tragus
    - Poliotija
    - Privesek pred uhljem

  - (Q17.1) Makrotija
  - (Q17.2) Mikrotija
  - (Q17.3) Druge nepravilnosti uhljev
    - Zašiljeni uhlji

  - (Q17.4) Napačno postavljeni uhlji
    - Nizko postavljeni uhlji

  - (Q17.5) Štrleča ušesa
    - BaNetopirjev uhelj

  - (Q17.8) Druge opredeljene prirojene malformacije ušesa
  - (Q17.9) Prirojena malformacija ušesa, neopredeljena

#### Obraz in vrat
- (Q18) Druge prirojene malformacije obraza in vratu
  - (Q18.0) Sinus, fistula in cista škržne reže
    - Škržni krn

  - (Q18.1) Preduheljni sinus in cista
  - (Q18.2) Druge malformacije škržne reže
    - Otocefalija
    - Vratni uhelj

  - (Q18.3) Vratne gube
  - (Q18.4) Makrostomija
  - (Q18.5) Mikrostomija
  - (Q18.6) Makroheilija
  - (Q18.7) Mikrocheilija
    - Prirojena hipertrofija ustnice

  - (Q18.8) Druge opredeljene prirojene malformacije obraza in vratu
  - (Q18.9) Prirojena malformacija obraza in vratu, neopredeljena

### (Q20-Q28) Prirojene malformacijeobtočil
- (Q20) Prirojene malformacije srčnih votlin in njihovih povezav
  - (Q20.0) Skupno arterijsko deblo
    - Persistentno arterijsko deblo

  - (Q20.1) Desni prekat z dvojnim iztokom
    - Taussig-Bingov sindrom

  - (Q20.2) Levi prekat z dvojnim iztokom
  - (Q20.3) Neskladna prekatnoarterijska povezava
    - Dekstropozicija aorte
    - Transpozicija velikih žil (popolna)

  - (Q20.4) Prekat z dvojnim vtokom
    - Skupni prekat
    - Enojni prekat
    - Trisobno srce z dvema preddvoroma

  - (Q20.5) Neskladna preddvorno-prekatna povezava
    - Popravljena transpozicija
    - Levotranspozicija
    - Inverzija prekatov

  - (Q20.6) Izomerizem avrikul
- (Q21) Prirojene malformacije srčnih pretinov
  - (Q21.0) Prekatni defekt pretina
  - (Q21.1) Preddvorni defekt pretina
    - Defekt koronarnega sinusa
    - Defekt venoznega sinusa
    - Odprt ali persistenten foramen ovale
    - Odprt ali persistenten ostium secundum (tip II)

  - (Q21.2) Preddvorno-prekatni defekt pretina
    - Skupni preddvorno-prekatni kanal
    - Defekt endokardne blazinice
    - Ostium primum preddvorni defekt pretina (tip I)

  - (Q21.3) Fallotova tetralogija
  - (Q21.4) Aortopulmonarni defekt pretina
    - Aortni defekt pretina
    - Aortopulmonarno okence

  - (Q21.8) Druge prirojene malformacije srčnih pretinov
    - Eisenmengerjev sindrom
    - Fallotova pentalogija
- (Q22) Prirojene malformacije pljučne in trikuspidalne zaklopke
  - (Q22.0) Atrezija pljučne zaklopke
  - (Q22.1) Prirojena stenoza pljučne zaklopke
  - (Q22.2) Prirojena insufienca pljučne zaklopke
  - (Q22.3) Druge prirojene malformacije pljučne zaklopke
  - (Q22.4) Prirojena stenoza trikuspidalne zaklopke
    - Atrezija trikuspidalne zaklopke

  - (Q22.5) Ebsteinova nenormalnost
  - (Q22.6) Sindrom hipoplastičnega desnega srca
  - (Q22.8) Druge prirojene malformacije trikuspidalne zaklopke
  - (Q22.9) Prirojena malformacija trikuspidalne zaklopke, neopredeljena
- (Q23) Prirojene malformacije aortne in mitralne zaklopke
  - (Q23.0) Prirojena stenoza aortne zaklopke
  - (Q23.1) Prirojena insufienca aortne zaklopke
  - (Q23.2) Prirojena stenoza mitralne zaklopke
  - (Q23.3) Prirojena insufienca mitralne zaklopke
  - (Q23.4) Sindrom hipoplastičnega levega srca
  - (Q23.8) Druge prirojene malformacije aortne in mitralne zaklopke
  - (Q23.9) Prirojena malformacija aortne in mitralne zaklopke, neopredeljena
- (Q24) Druge prirojene srčne malformacije
  - (Q24.0) Dekstrokardija
  - (Q24.1) Levokardija
  - (Q24.2) Srce s tremi preddvori
  - (Q24.3) Infundibularna stenoza pljučne zaklopke
  - (Q24.4) Prirojena subaortina stenoza
  - (Q24.5) Malformacija koronarnih žil
  - (Q24.6) Prirojeni srčni blok
  - (Q24.8) Druge opredeljene prirojene srčne malformacije
    - Uhlova bolezen
    - Nepravilen položaj srca (malpozicija)

  - (Q24.9) Prirojena srčna malformacija, neopredeljena
- (Q25) Prirojene malformacije velikih arterij
  - (Q25.0) Odprti ductus arteriosus
    - Odprti Botallov vod

  - (Q25.1) Koarktacija aorte
  - (Q25.2) Atrezija aorte
  - (Q25.3) Stenoza aorte
  - (Q25.4) Druge prirojene malformacije aorte
    - Odsotnost aorte
    - Anevrizma Valsalvovega sinusa (raztrgana)
    - Dvojni aortni lok (žilni obroč aorte)

  - (Q25.5) Atrezija pljučne arterije
  - (Q25.6) Stenoza pljučne arterije
  - (Q25.7) Druge prirojene malformacije pljučne arterije
- (Q26) Prirojene malformacije velikih ven
  - (Q26.0) Prirojena stenoza vene cava
  - (Q26.1) Persistentna leva zgornja vena cava
  - (Q26.2) Popolnoma nepravilna povezava pljučnih ven
  - (Q26.3) Delno nepravilna povezava pljučnih ven
  - (Q26.4) Nepravilna povezava pljučnih ven, neopredeljena
  - (Q26.5) nepravilna povezava portalne vene
  - (Q26.6) Fistula med portalno veno in jetrno arterijo
  - (Q26.8) Druge prirojene malformacije velikih ven
    - Sindrom turške sablje

  - (Q26.9) Prirojena malformacija velike vene, neopredeljena
- (Q27) Druge prirojene malformacije perifernega žilja
  - (Q27.0) Prirojena odsotnost in hipoplazija popkovne arterije
    - Enojna popkovna arterija

  - (Q27.1) Prirojena stenoza ledvične arterije
  - (Q27.2) Druge prirojene malformacije ledvične arterije
  - (Q27.3) Periferana arteriovenska malformacija
    - Arteriovenska anevrizma

  - (Q27.4) Prirojena flebektasija
  - (Q27.8) Druge opredeljene prirojene malformacije perifernega žilja
    - Aberantna arteria subclavia

  - (Q27.9) Prirojena malformacija perifernega žilja, neopredeljena
- (Q28) Druge prirojene malformacije obtočil
  - (Q28.0) Arteriovenska malformacija predmožganskih žil
  - (Q28.1) Druge malformacije predmožganskih žil
  - (Q28.2) Arteriovenska malformacija možganskih žil
  - (Q28.3) Druge malformacije možganskih žil
  - (Q28.8) Druge opredeljene prirojene malformacije obtočil
  - (Q28.9) Prirojena malformacija obtočil, neopredeljena

### (Q30-Q34) Prirojene malformacijedihal
- (Q30) Prirojene malformacije nosu
  - (Q30.0) Atrezija hoan
  - (Q30.1) Agenezija in nepopolni razvoj nosu
    - Prirojena odsotnost nosu

  - (Q30.2) Razpoka, zareza in razcep nosu
  - (Q30.3) Prirojeni perforirani nosni pretin
  - (Q30.8) Druge prirojene malformacije nosu
    - Dodatni nos

  - (Q30.9) Prirojena malformacija nosu, neopredeljena
- (Q31) Prirojene malformacije grla (larinksa)
  - (Q31.0) Laringealna guba
  - (Q31.1) Prirojena subglotisna stenoza
  - (Q31.2) Hipoplazija grla
  - (Q31.3) Laringokela
  - (Q31.5) Prirojena laringomalacija
  - (Q31.8) Druge prirojene malformacije grla
    - Razcep tiroidnega hrustanca
    - Prirojena stenoza grla
    - Razpoka epiglotisa (fisura)

  - (Q31.9) Prirojena malformacija grla, neopredeljena
- (Q32) Prirojene malformacije sapnika in bronhija
  - (Q32.0) Prirojena traheomalacija
  - (Q32.1) Druge prirojene malformacije sapnika
    - Atrezija sapnika

  - (Q32.2) Prirojena bronhomalacija
  - (Q32.3) Prirojena stenoza bronhija
  - (Q32.4) Druge prirojene malformacije bronhija
- (Q33) Prirojene malformacije pljuč
  - (Q33.0) Prirojena cistična pljuča
  - (Q33.1) Dodatni pljučni reženj
  - (Q33.2) Sekvestracija pljuč
  - (Q33.3) Agenezija pljuč
    - Odsotnost pljučnega krila

  - (Q33.4) Prirojena bronhiektazija
  - (Q33.5) Ektopično tkivo v pljučih
  - (Q33.6) Hipoplazija in displazija pljuč
  - (Q33.8) Druge prirojene malformacije pljuč
  - (Q33.9) Prirojena malformacija pljuč, neopredeljena
- (Q34) Druge prirojene malformacije dihal
  - (Q34.0) Nepravilnost plevre (rebrne mrene)
  - (Q34.1) Prirojena cista mediastinuma
  - (Q34.8) Druge opredeljene prirojene malformacije dihal
    - Atrezija nosnega žrela

  - (Q34.9) Prirojena malformacija dihal, neopredeljena

### (Q35-Q45) Prirojene malformacijeprebavil
- (Q35) Razcepljeno nebo
- (Q36) Razcep ustnice
- (Q37) Razcepljeno trdo nebo z razcepom ustnice
- (Q38) Druge prirojene malformacije jezika, ust in žrela
  - (Q38.0) Prirojene malformacije ustnic, ki niso uvrščene drugje
    - Van der Woudeov sindrom

  - (Q38.1) Ankiloglosija
  - (Q38.2) Makroglosija
  - (Q38.3) Druge prirojene malformacije jezikaa
    - Aglosija
    - Razcep jezika
    - Hipoplazija jezika
    - Hipoglosija
    - Mikroglosija

  - (Q38.4) Prirojene malformacije žlez slinavk in njihovih izvodil
  - (Q38.5) Prirojena malformacija neba, ki niso uvrščene drugje
    - Odsotnost jezička
    - Visoko obokano nebo

  - (Q38.6) Druge prirojene malformacije ust
  - (Q38.7) Žepek žrela
- (Q39) Prirojene malformacije požiralnika
  - (Q39.0) Atrezija požiralnika brez fistule
  - (Q39.1) Atrezija požiralnik z traheoezofagealno fistulo
  - (Q39.2) Prirojena traheoezofagealna fistula brez atrezije
  - (Q39.3) Prirojena zožitev in striktura požiralnika
  - (Q39.4) Guba požiralnika
  - (Q39.5) Prirojena razširitev požiralnika
  - (Q39.6) Divertikel požiralnika
    - Žepek požiralnika

  - (Q39.8) Druge prirojene malformacije požiralnika
    - Odsotnost požiralnika
    - Podvojite požiralnika

  - (Q39.9) Prirojena malformacija požiralnika, neopredeljen
- (Q40) Druge prirojene malformacije zgornjih prebavil
  - (Q40.0) Prirojena hipertrofična stenoza pilorusa
  - (Q40.1) Prirojena hiatusna hernija
- (Q41) Prirojena odsotnost, odsotnost in stenoza tankega črevesa
  - (Q41.0) Prirojena odsotnost, odsotnost in stenoza dvanajstnika
  - (Q41.1) Prirojena odsotnost, odsotnost in stenoza jejunuma
    - Sindrom jajčnega olupka
    - Neprehodni jejunum

  - (Q41.2) Prirojena odsotnost, odsotnost in stenoza ileuma
  - (Q41.8) Prirojena odsotnost, odsotnost in stenoza drugih opredeljenih delov tankega črevesa
  - (Q41.9) Prirojena odsotnost, odsotnost in stenoza tankega črevesa, na neopredeljenem mestu
- (Q42) Prirojena odsotnost, odsotnost in stenoza debelega črevesa
  - (Q42.0) Prirojena odsotnost, odsotnost in stenoza rektuma s fistulo
  - (Q42.1) Prirojena odsotnost, odsotnost in stenoza rektuma brez fistule
    - Neprehodni rektum

  - (Q42.2) Prirojena odsotnost, odsotnost in stenoza anusa s fistulo
  - (Q42.3) Prirojena odsotnost, odsotnost in stenoza anusa brez fistule
    - Neprehodni anus

  - (Q42.8) Prirojena odsotnost, odsotnost in stenoza drugih delov debelega črevesa
  - (Q42.9) Prirojena odsotnost, odsotnost in stenoza debelega črevesa, na neopredeljenem mestu
- (Q43) Druge prirojene malformacije črevesa
  - (Q43.0) Meckelov divertikel
  - (Q43.1) Hirschsprungova bolezen
    - Aganglioza
    - Prirojeni (aganglijski) megakolon

  - (Q43.2) Druge prirojene funkcionalne malformacije kolona
  - (Q43.3) Prirojene malformacije pritrditve črevesa
    - MaNepravilna rotacija kolona
    - Jacksonova membrana

  - (Q43.4) Črevesna duplikatura
  - (Q43.5) Ektopija anusa
  - (Q43.6) Prirojena fistula rektuma in anusa
  - (Q43.7) Persistentna kloka
  - (Q43.8) Druge opredeljene prirojene malformacije črevesa
    - Dolihokolon
    - Megaloapendiks
    - Megaloduodenum
    - Mikrokolon
    - Transpozicija slepiča
    - Transpozicija kolona
    - Transpozicija tankega črevesa
- (Q44) Prirojene malformacije žolčnika, žolčevodov in jeter
  - (Q44.0) Agenezija, aplazija in hipoplazija žolčnika
  - (Q44.1) Druge prirojene malformacije žolčnika
  - (Q44.2) Atrezija žolčevodov
  - (Q44.3) Prirojena stenoza in striktura žolčevodov
  - (Q44.4) Cista holedohusa
  - (Q44.5) Druge prirojene malformacije žolčevodov
    - Dodatni jeterni vod

  - (Q44.6) Cistična bolezen jeter
    - Fibrocistična bolezen jeter

  - (Q44.7) Druge prirojene malformacije jeter
    - Dodatna jetra
    - Alagilleov sindrom
- (Q45) Druge prirojene malformacije prebavil
  - (Q45.0) Agenezija, aplazija in hipoplazija trebušne slinavke
  - (Q45.1) Obročasta trebušna slinavka
  - (Q45.2) Prirojena cista trebušne slinavke
  - (Q45.3) Druge prirojene malformacije trebušne slinavke in njenega izvodila
    - Dodatna trebušna slinavka

  - (Q45.8) Druge opredeljene prirojene malformacije prebavil
  - (Q45.9) Prirojena malformacija prebavil, neopredeljena
    - Duplikatura prebavnih organov BDO
    - Odsotnost prebavnega trakta (popolna)(delna) BDO

### (Q50-Q56) Prirojene malformacijespolnih organov
- (Q50) Prirojene malformacije jajčnikov, jajcevodov in široke vezi
- (Q51) Prirojene malformacije maternice in materničnega vratu
  - (Q51.0) Agenezija in aplazija maternice
  - (Q51.1) Podvojena maternica s podvojenim materničnim vratom in nožnico
  - (Q51.2) Druge vrste podvojitev maternice
  - (Q51.3) Dvoroga maternica
  - (Q51.4) Enoroga maternica
  - (Q51.5) Agenezija in aplezija materničnega vratu
  - (Q51.6) Embrionalna cista materničnega vratu
  - (Q51.7) Prirojene fistule med maternico in prebvili in sečili
  - (Q51.8) Druge prirojene malformacije maternice in materničnega vratu
  - (Q51.9) Prirojena malformacija maternice in materničnega vratu, neopredeljena
- (Q52) Other prirojene malformacije ženskih spolovil
  - (Q52.0) Prirojena odsotnost nožnice
  - (Q52.1) podvojitev nožnice
  - (Q52.2) Prirojena rektovaginalna fistula
  - (Q52.3) Nepredrta deviška kožica
  - (Q52.4) Druge prirojene malformacije nožnice
  - (Q52.5) FusZraščene sramne ustnice
  - (Q52.6) Prirojena malformacija ščegetavčka
  - (Q52.7) Druge prirojene malformacije vulve
  - (Q52.8) Druge opredeljene prirojene malformacije ženskih spolovil
  - (Q52.9) Prirojena malformacija ženskih spolovil, neopredeljena
- (Q53) Malformacije pri spuščanju testisa (nespuščeno modo)
- (Q54) Hipospadija
  - (Q54.0) Hipospadija, na glavici penisa
  - (Q54.1) Hipospadija, na penisu
  - (Q54.2) Hipospadija, penoskrotalna
  - (Q54.3) Hipospadija, na perineju
  - (Q54.4) Chordee (ukrivljenost penisa navzdol), prirojena
  - (Q54.8) Druge hipospadije
  - (Q54.9) Hipospadija, neopredeljena
- (Q55) Druge prirojene malformacije moških splovil
  - (Q55.0) Odsotnost in aplazija mod
    - Monorhizem

  - (Q55.1) Hipoplazijaa mod in modnika
    - Zraščena moda

  - (Q55.2) Druge prirojene malformacije mod in modnika
    - Poliorhizem
    - Potujoče modo
    - Retraktilno modo

  - (Q55.3) Atrezija semenskega izvodila
  - (Q55.4) Druge prirojene malformacije semenovoda, epididimisa, semenjaka in obsečnice
  - (Q55.5) Prirojena odsotnost in aplazija penisa
  - (Q55.6) Druge prirojene malformacije penisa
  - (Q55.8) Druge opredeljene prirojene malformacije moških splovil
  - (Q55.9) Prirojena malformacija moških splovil, neopredeljena
- (Q56) Nedoločen spol in psevdohermafroditizem
  - (Q56.0) Hermafroditizem, ki ni uvrščen drugje
    - Ovotestis

  - (Q56.1) Moški psevdohermafroditizem, ki ni uvrščen drugje
  - (Q56.2) Ženski psevdohermafroditizem, ki ni uvrščen drugje
  - (Q56.3) Psevdohermafroditizem, neopredeljen
  - (Q56.4) Nedoločen spol, neopredeljen
    - Dvolična spolovila

### (Q60-Q64) Prirojene malformacijesečil
- (Q60) Agenezija ledvice in druge napake z zmanjšanjem (redukcijski defekt) ledvice
  - (Q60.0) Agenezija ledvice, enostranska
  - (Q60.1) Agenezija ledvice, obojestranska
  - (Q60.2) Agenezija ledvice, neopredeljena
  - (Q60.3) Hipoplazija ledvice, enostranska
  - (Q60.4) Hipoplazija ledvice, obojestranska
  - (Q60.6) Hipoplazija ledvice, neopredeljena
  - (Q60.7) Potterjev sindrom
- (Q61) Cistična bolezen ledvice
  - (Q61.0) Prirojena enojna cista ledvice
  - (Q61.1) Policistična ledvica, avtosomatsko recesivna
  - (Q61.2) Policistična ledvica, avtosomatsko dominantna
  - (Q61.3) Policistična ledvica, neopredeljena
  - (Q61.4) Displazija ledvic
  - (Q61.5) Medularno cistična ledvica
    - Gobasta ledvica BDO

  - (Q61.8) Druge vrste bolezi s cistami ledvic
    - Fibrocistična ledvica

  - (Q61.9) Cistična bolezen ledvice, neopredeljena
    - Meckel-Gruberjev sindrom
- (Q62) Prirojena napake z obstrukcijo ledvičnega meha in prirojene malformacije sečevoda
  - (Q62.0) Prirojena hidronefroza
  - (Q62.1) Atrezija in stenoza sečevoda
    - Neprehodni sečevod

  - (Q62.2) Prirojeni megaloureter
    - Prirojeno razširjenje sečevoda

  - (Q62.3) Druge prirojena napake z obstrukcijo ledvičnega meha in sečevoda
    - Prirojena ureterokela

  - (Q62.4) Agenezija sečevoda
    - Odsotnost sečevoda

  - (Q62.5) Podvojitev sečevoda
  - (Q62.6) Napačni položaj sečevoda
  - (Q62.7) Prirojeni vezikoureterorenalni refluks
  - (Q62.8) Druge prirojene malformacije sečevoda
- (Q63) Druge prirojene malformacije ledvice
  - (Q63.0) Dodatna ledvica
  - (Q63.1) Režnjata, zrasla in podkvasta ledvica
  - (Q63.2) Ektopična ledvica
  - (Q63.3) Hiperplastična in orjaška ledvica
  - (Q63.8) Druge opredeljene prirojene malformacije ledvic
  - (Q63.9) Prirojena malformacija ledvic, neopredeljena
- (Q64) Druge prirojene malformacije sečil
  - (Q64.0) Epispadija
  - (Q64.1) Eksstrofija sečnega mehurja
  - (Q64.2) Prirojene zaklopke sečnice (zadnje)
  - (Q64.3) Druge vrste atrezija in stenoza sečnice in vratu sečnega mehurja
    - Neprehodna sečnica

  - (Q64.4) Napaka urahusa
    - Cista urahusa
    - Odprti urahus
    - Prolaps urahusa

  - (Q64.5) Prirojena odsotnost sečnega mehurja in sečnice
  - (Q64.6) Prirojena divertikel sečnega mehurja
  - (Q64.7) Druge prirojene malformacije sečnega mehurja in sečnice
  - (Q64.8) Druge opredeljene prirojene malformacije sečil
  - (Q64.9) Prirojena malformacija sečil, neopredeljena

### (Q65-Q79) Prirojene malformacije in deformacijemišičnoskeletnega sistema
- (Q65) Prirojene deformacije kolka
  - (Q65.0) Prirojeni izpah kolka, enostranski
  - (Q65.1) Prirojeni izpah kolka, obojestranski
  - (Q65.2) Prirojeni izpah kolka, neopredeljen
  - (Q65.3) Prirojena subluksacija kolka, enostranska
  - (Q65.4) Prirojena subluksacija kolka, obojestranska
  - (Q65.5) Prirojena subluksacija kolka, neopredeljena
  - (Q65.6) Nestabilni kolk
    - Izpahljivi kolk

  - (Q65.8) Druge prirojene deformacije kolka
    - Anteverzija stegneničnega vratu
    - Prirojena displazija acetabula (ponvice)
    - Prirojena coxa valga
    - Prirojena coxa vara

  - (Q65.9) Prirojena deformacija kolka, neopredeljena
- (Q66) Prirojene deformacije nog
  - (Q66.0) Pes equinovarus
  - (Q66.1) Talipes calcaneovarus
  - (Q66.2) Metatarsus varus (položaj varus stopala)
  - (Q66.3) Druge prirojene deformacije varus nog
  - (Q66.4) Talipes calcaneovalgus
  - (Q66.5) Prirojena ploska noga (pes planus)
  - (Q66.6) Druge prirojene deformacije valgus nog
    - Metatarsus valgus

  - (Q66.7) Pes cavus
  - (Q66.8) Druge prirojene deformacije nog
    - Kepasta noga
    - Kladivasti palec, prirojen
    - Zraščenje nartnih kosti
    - Navpični položaj skočnice (talusa)

  - (Q66.9) Prirojena deformacija noge, neopredeljena
- (Q67) Prirojene mišičnoskeletne deformacije glave, obraza, hrbtenice in prsnega koša
  - (Q67.0) Asimetrija obraza
  - (Q67.1) Potlačeni obraz
  - (Q67.2) Dolihocefalija
  - (Q67.3) Plagiocefalija
  - (Q67.4) Druge prirojene deformacije lobanje, obraza in čeljusti
  - (Q67.5) Prirojene deformacije hrbtenice
  - (Q67.6) Pectus excavatum
    - Prirojena vdrta prsa

  - (Q67.7) Pectus carinatum
    - Prirojena kurja prsa

  - (Q67.8) Druge prirojene deformacije prsnega koša
- (Q68) Druge prirojene deformacije mišičja in okostja
  - (Q68.0) Prirojena deformacija sternokleidomastoidne mišice
    - Sternokmastoidni tumor (prirojeni)

  - (Q68.1) Prirojena deformacija roke
    - Lopatasta roka

  - (Q68.2) Prirojena deformacija kolena
  - (Q68.3) Prirojena ukrivljenost stegnenice
  - (Q68.4) Prirojena ukrivljenost golenice in mečnice
  - (Q68.5) Prirojena ukrivljenost dolgih kosti spodnjega uda, neopredeljena
  - (Q68.8) Druge opredeljene prirojene mišičnoskeletne deformacije
- (Q69) Polidaktilija
  - (Q69.0) Dodatni prst(i)
  - (Q69.1) Dodatni palec
  - (Q69.2) Dodatni palec noge
  - (Q69.9) Polidaktilija, neopredeljena
    - Nadštevilni prst(i) BDO
- (Q70)Sindaktilija
  - (Q70.0) Zraščeni prsti
  - (Q70.1) S kožico zrasli prsti
  - (Q70.2) Zrasli prsti na nogah
  - (Q70.3) S kožico zrasli prsti na nogah
  - (Q70.4) Polisindaktilija
  - (Q70.9) Sindaktilija, neopredeljena
    - Simfalangija BDO
- (Q71) Napake z zmanjšanjem (redukcijski defekti) zgornjega uda
  - (Q71.0) Prirojena popolna odsotnost zgornjega uda
  - (Q71.1) Prirojena odsotnost nadlahti in podlahti s prisotnostjo roke
  - (Q71.2) Prirojena odsotnost podlahti in roke
  - (Q71.3) Prirojena odsotnost roke in prsta(-ov)
  - (Q71.4) Skrajšava koželjnice (radiusa)
  - (Q71.5) Skrajšava podlahtnice  (ulne)
  - (Q71.6) Roka v obliki rakovih klešč
  - (Q71.8) Druge napake z zmanjšanjem zgornjega uda (zgornjih udov)
  - (Q71.9) Napaka z zmanjšanjem zgornjega uda, neopredeljena
- (Q72) Napake z zmanjšanjem (redukcijski defekti) spodnjega uda
  - (Q72.0) Prirojena popolna odsotnost spodnjega uda
  - (Q72.1) Prirojena odsotnost stegna in goleni s prisotnostjo noge
  - (Q72.2) Prirojena odsotnost spodnjega uda in noge
  - (Q72.3) Prirojena odsotnost noge in prsta(-ov))
  - (Q72.4) Skrajšava stegnenice
  - (Q72.5) Skrajšava golenice
  - (Q72.6) Skrajšava mečnice
  - (Q72.7) Razcepljeno stopalo
  - (Q72.8) Druge napake z zmanjšanjem spodnjega uda
  - (Q72.9) Skrajšava spodnjega uda, neopredeljena
- (Q73) Napake z zmanjšanjem (redukcijski defekti) neopredeljenega uda(-ov)
  - (Q73.0) Prirojena odsotnost neopredeljenega uda(-ov)
    - Amelia BDO

  - (Q73.1) Fokomelija, neopredeljenega uda(-ov)
  - (Q73.8) Druge napake z zmanjšanjem neopredeljenega uda(-ov)
    - Ektromelia BDO
    - Hemimelia BDO
    - Napaka z zmanjšanjem, BDO
- (Q74) Druge prirojene malformacije uda(-ov)
  - (Q74.0) Druge prirojene malformacije zgornjega uda(-ov), vključno z ramenski obročem
    - AcceDodatne zapestne kosti
    - Kleidokranialna disostoza
    - Prirojena psevdarthroza ključnice
    - Makrodaktilija (prsti rok)
    - Madelungova deformacija
    - Radioulnarna sinostoza
    - Sprengelova deformacija
    - Palec s tremi falangami

  - (Q74.1) Prirojena malformacija kolena
    - genus valgum
    - genus varum

  - (Q74.2) Druge prirojene malformacije spodnjega uda, including pelvic girdle
  - (Q74.3) Arthrogryposis multiplex congenita
  - (Q74.8) Druge opredeljene prirojene malformacije spodnjega uda(-ov)
  - (Q74.9) Neopredeljena prirojena malformacija spodnjega uda(-ov)
- (Q75) Druge prirojene malformacije lobanjskih in obraznih kosti
  - (Q75.0) Kraniosinostoza
    - Akrocefalija
    - Nepopolno zraščenje lobanjskih kosti
    - Oksicefalija
    - Trigonocefalija

  - (Q75.1) Kraniofacialna disostoza
    - Crouzonova bolezen

  - (Q75.2) Hipertelorizem
  - (Q75.3) Makrocefalija
  - (Q75.4) Mandibulofacialna disostoza
    - Franceschettijev sindrom
    - Treacher-Collinsov sindrom

  - (Q75.5) Okulomandibularna disostoza
  - (Q75.8) Druge opredeljene prirojene malformacije lobanjskih in obraznih kosti
    - Odsotnost lobanjeske kosti, prirojena
    - Prirojena deformacija čela
    - Platibazija

  - (Q75.9) Prirojena malformacija lobanjskih in obraznih kosti, neopredeljena
- (Q76) Prirojene malformacije hrbtenice in kosti prsnega koša
  - (Q76.0) Spina bifida occulta (skrita)
  - (Q76.1) Klippel-Feilov sindrom
    - Sindrom zraščenega vratu

  - (Q76.2) Prirojena spondilolisteza
    - Prirojena spondiloliza

  - (Q76.3) Prirojena skolioza zaradi prirojene malformacije kosti
  - (Q76.4) Druge prirojene malformacije hrbtenice, ki niso povezane s skoliozo
    - Polovična vretenca, neopredeljena ali nepovezana s skoliozo
    - Nadštevilno vretence, neopredeljeno ali nepovezano s skoliozo

  - (Q76.5) Vratno rebro
  - (Q76.6) Druge prirojene malformacije rebro
    - Dodatno rebro

  - (Q76.7) Prirojena malformacija prsnice
    - Prirojena odsotnost prsnice
    - Razcepljena prsnica (sternum bifidum)

  - (Q76.8) Druge prirojene malformacije kosti prsnega koša
  - (Q76.9) Prirojena malformacija kosti prsnega koša, neopredeljena
- (Q77) Osteohondrodisplazija z nepravilno rastjo cevastih kosti in hrbtenice
  - (Q77.0) Ahondrogeneza
    - Hipohondrogeneza

  - (Q77.1) Tanatoforna pritlikavost
  - (Q77.2) Sindrom kratkih reber
    - Asfiksirajoča torakalna displazija (Jeune)

  - (Q77.3) Chondrodisplazija punctata
  - (Q77.4) Ahondroplazija
    - Hipohondroplazija

  - (Q77.5) Distrofična displazija
  - (Q77.6) Hondroektodermalna displazija
    - Ellis-van Creveldov sindrom

  - (Q77.7) Spondiloepifizna displazija
  - (Q77.8) Druge vrste osteohondrodisplazija z nepravilno rastjo cevastih kosti in hrbtenice
  - (Q77.9) Osteohondrodisplazija z nepravilno rastjo cevastih kosti in hrbtenice, neopredeljena
- (Q78) Druge osteohondrodisplazije
  - (Q78.0) Osteogenesis imperfecta
    - Lomljivost kosti
    - Osteopsatiroza

  - (Q78.1) Poliostotična fibrozna displazija
    - Albright-McCune-Sernbergov sindrom

  - (Q78.2) Osteopetroza
    - Albers-Schönbergov sindrom

  - (Q78.3) Napredujoča diafizna displazija
    - Camurati-Engelmannov sindrom

  - (Q78.4) Enhondromatoza
    - Maffuccijev sindrom
    - Ollierjeva bolezen

  - (Q78.5) Metafizna displazija
    - Pyleov sindrom

  - (Q78.6) Multiple prirojene eksostoze
    - Diiafizna aklazija

  - (Q78.8) Druge opredeljene osteohondrodisplazije
    - Osteopoikiloza

  - (Q78.9) Osteohondrodisplazija, neopredeljena
    - Hondrodistrofija BDO
    - Osteodistrofija BDO
- (Q79) Prirojene malformacije  mišičnoskeletnega sistema, ki niso uvrščene drugje
  - (Q79.0) Prirojena diafragemska hernija
  - (Q79.1) Druge prirojene malformacije prepone (diafragme)
    - Odsotnost prepone
    - Eventracija prepona

  - (Q79.2) Eksomfalos
    - Omfalokela

  - (Q79.3) Gastroshiza
  - (Q79.4) Sindrom slivasto oblikovanega trebuha (prune belly)
  - (Q79.5) Druge prirojene malformacije trebušne stene
  - (Q79.6) Ehlers-Danlosov sindrom
  - (Q79.8) Druge prirojene malformacije mišičnoskeletnega sistema
    - Dodatna mišica
    - Prirojena amiotrofija
    - Polandov sindrom

  - (Q79.9) Prirojena malformacija mišičnoskeletnega sistema, neopredeljena

### (Q80-Q89) Druge prirojene malformacije
- (Q80) Prirojena ihtioza
  - (Q80.0) Ichthyosis vulgaris
  - (Q80.1) Na X vezana ihtioza
  - (Q80.2) Lamelarna ihtioza
    - Kolodijski dojenček

  - (Q80.3) Prirojena bulozna ihtioziformna eritrodermija
  - (Q80.4) Plod - harlekin
  - (Q80.8) Druge vrste prirojena ihtioza
  - (Q80.9) Prirojena ihtioza, neopredeljena
- (Q81) Bulozna epidermoliza (mehurjasto odstopanje vrhnjice)
  - (Q81.0) Navadna bulozna epidermoliza
  - (Q81.1) Letalna bulozna epidermoliza
    - Herlitzov sindrom

  - (Q81.2) Distrofična bulozna epidermoliza
  - (Q81.8) Druge vrste bulozna epidermoliza
  - (Q81.9) Bulozna epidermoliza, neopredeljena
- (Q82) Druge prirojene malformacije kože
  - (Q82.0) Dedni limfedem
  - (Q82.1) Xeroderma pigmentosum
  - (Q82.2) Mastocitoza
    - Urticaria pigmentosa (pigmentna urtikarija)

  - (Q82.3) Incontinentia pigmenti
  - (Q82.4) Ektodermalna displazija (anhidrotska)
  - (Q82.5) Prirojeni ne-neoplastični nevus
    - Materino znamenje BDO
    - Plamenasti nevus
    - Nevus barve portskega vina
    - Malinasti nevus
    - Bradavičasti nevus
    - Žilni nevus BDO

  - (Q82.8) Druge opredeljene prirojene napake kože
    - Nenormalne dlanske gube
    - Dodatni kožni priveski
    - Benigni familiarni pemfigus (Hailey-Haileyjeva bolezen)
    - Cutis laxa (preveč ohlapna koža)
    - Nepravilnost dermatoglifov
    - Podedovana keratoza dlani in podplatov
    - Folikularna keratoza (Darier-White)

  - (Q82.9) Prirojena malformacija kože, neopredeljena
- (Q83) Prirojene malformacije dojke
  - (Q83.0) Prirojena odsotnost dojke z odsotno bradavico
  - (Q83.1) Dodatna dojka
    - Nadštevilna dojka

  - (Q83.2) Odsotnost prsne bradavice
  - (Q83.3) Dodatna prsna bradavica
    - Nadštevilna prsna bradavica

  - (Q83.8) Druge prirojene napake dojke
    - Hipoplazija dojke

  - (Q83.9) Prirojena malformacija dojke, neopredeljena
- (Q84) Druge prirojene malformacije integumenta (kože in njenih izrastkov)
  - (Q84.0) Prirojena plešavost
    - Prirojena atrihoza

  - (Q84.1) Prirojene morfološke nepravilnosti las, ki niso uvrščene drugje
    - Monilethrix (lasje v obliki ogrlice)
    - Pili annulati  (obročkasto oblikovani lasje)

  - (Q84.2) Druge prirojene malformacije las
    - Stalna puhasta dlakavost (lanugo)

  - (Q84.3) Anonihija
  - (Q84.4) Prirojena levkonihija
  - (Q84.5) Razširjeni in hipertrofični nohti
    - Prirojena zadebeljeni nohti
    - Pahionihija

  - (Q84.6) Druge prirojene malformacije nohtov
    - Prirojen kepasti noht
    - Prirojena kolonihija
    - Prirojeni žličasti nohti

  - (Q84.8) Druge opredeljene prirojene malformacije kože in njenih izrastkov
  - (Q84.9) Prirojena malformacija kože in njenih izrastkov, neopredeljena
- (Q85) Fakomatoze, ki niso uvrščene drugje
  - (Q85.0) Nevrofibromatoza (ne maligna)
    - Von Recklinghausnova bolezen

  - (Q85.1) Tuberozna skleroza
    - Bournevilleova bolezen
    - Epiloia

  - (Q85.8) Druge fakomatoze, ki niso uvrščene drugje
    - Sturge-Weber-Dimitrijev sindrom
    - von Hippel-Lindauov sindrom
    - Peutz-Jeghersov sindrom

  - (Q85.9) Fakomatoza, neopredeljena
    - Hamartoza BDO
- (Q86) Prirojeni malformacijski sindromi zaradi znanih zunanjih vzrokov, ki niso uvrščeni drugje
  - (Q86.0) Fetalni alkoholni sindrom (dismorfični)
  - (Q86.1) Fetalni hidantoinski sindrom
    - Meadowov sindrom

  - (Q86.2) Dismorfija zaradi varfarina
  - (Q86.3) Drugi prirojeni malformacijski sindromi zaradi znanih zunanjih vzrokov
- (Q87) Drugi opredeljeni prirojeni malformacijski sindromi, ki prizadenejo več organskih sistemov
  - (Q87.0) Prirojeni malformacijski sindromi, ki pretežno prizadenejo videz obraza
    - Akrocefalopolisindaktilija
    - Akrocefalosindaktilija (Apert)
    - Sindrom kriptoftalmusa
    - Kiklopija
    - Goldenharjev sindrom
    - Moebiusov sindrom
    - Oro-facial-digitalni sindrom
    - Robinov sindrom
    - Žvižgajoči obraz

  - (Q87.1) Prirojen malformacijski sindrom z izrazito nizko rastjo
    - Aarskogov sindrom
    - Cockaynov sindrom
    - De Langejin sindrom
    - Dubowitzov sindrom
    - Noonanov sindrom
    - Prader-Willijev sindrom
    - Robinow-Silverman-Smithov sindrom
    - Russell-Silverjev sindrom
    - Seckelov sindrom
    - Smith-Lemli-Opitzov sindrom

  - (Q87.2) Prirojeni malformacijski sindromi, pretežno prizadenejo ude
    - Holt-Oramov sindrom
    - Klippel-Trénaunay-Weberjev sindrom
    - Sindrom nohtov in pogačice
    - Rubinstein-Taybijev sindrom
    - Sindrom sirenomelije
    - Sindrom trombocitopenija z odsotnostjo radiusa
    - Sindrom VATER

  - (Q87.3) Prirojeni malformacijski sindromi z zgodnjo pretirano rastjo
    - Beckwith-Wiedemannov sindrom
    - Sotosov sindrom
    - Weaverjev sindrom

  - (Q87.4) Marfanov sindrom
  - (Q87.5) Drugi prirojeni malformacijski sindromi z drugimi spremembami na skeletu
  - (Q87.8) Drugi opredeljeni prirojeni malformacijski sindromi, ki niso uvrščeni drugje
    - Alportov sindrom
    - Laurence-Moon-(Bardet)-Bardet-Biedlov sindrom
    - Zellwegerjev sindrom
    - William's sindrom
- (Q89) Druge prirojene malformacije, ki niso uvrščene drugje
  - (Q89.0) Prirojene malformacije vranice
    - Asplenija (prirojena)
    - Prirojena splenomegalija

  - (Q89.1) Prirojene malformacije nadledvične žleze
  - (Q89.2) Prirojene malformacije drugih endokrinih žlez
    - Prirojena malformacija obščitnice ali ščitnica
    - Persistentni tiroglosalni ductus
    - Tiroglosusna cista

  - (Q89.3) Situs inversus
  - (Q89.4) Zrasla dvojčka (združena, siamska)
    - Kraniopagus
    - Dicefalija
    - Dvojni spaček
    - Pigopagus
    - Torakopagus

  - (Q89.7) Multiple prirojene malformacije, ki niso uvrščene drugje
    - Spaček BDO

  - (Q89.8) Druge opredeljene prirojene napake
  - (Q89.9) Prirojena malformacija, neopredeljena

## Q90-Q99 -Kromosomske nenormalnosti, ki niso uvrščene drugje
- (Q90) Downov sindrom
  - (Q90.0) Trisomija 21, kromosomsko nerazdvajanje mejotska nondisjunkcija
  - (Q90.1) Trisomija 21, mozaicizem (kromosomsko nerazdvajanje-mitotska nondisjunkcija)
  - (Q90.2) Trisomija 21, translokacija
  - (Q90.9) Downov sindrom, neopredeljen
- (Q91) Edwardsov in Pataujev sindrom
  - (Q91.0) Trisomija 18, kromosomsko nerazdvajanje mejotska nondisjunkcija
  - (Q91.1) Trisomija 18, mozaicizem (kromosomsko nerazdvajanje-mitotska nondisjunkcija)
  - (Q91.2) Trisomija 18, translokacija
  - (Q91.3) Edwardsov sindrom, neopredeljen
  - (Q91.4) Trisomija 13, mejotska nondisjunkcija
  - (Q91.5) Trisomija 13, mozaicizem (kromosomsko nerazdvajanje-mitotska nondisjunkcija)
  - (Q91.6) Trisomija 13, translokacija
  - (Q91.7) Pataujev sindrom, neopredeljen
- (Q92) Druge trisomije in delne trisomije avtosomov, ki niso uvrščene drugje
  - (Q92.0) Trisomija celotnega kromosoma, kromosomsko nerazdvajanje-mejotska nondisjunkcija
  - (Q92.1) Trisomija celotnega kromosoma, mozaicizem (kromosomsko nerazdvajanje-mitotska nondisjunkcija)
  - (Q92.2) Večja delna trisomija
  - (Q92.3) Manjša delna trisomija
  - (Q92.4) Podvojitve, ki so vidne samo v prometafaza
  - (Q92.5) Podvojitve z drugimi kompleksnimi preureditvami
  - (Q92.6) Kromosomski označevalci (markerji)
  - (Q92.7) Triploidija in poliploidija
  - (Q92.8) Druge opredeljene trisomije in delne trisomije avtosomov
  - (Q92.9) Trisomija in delna trisomija avtosomov, neopredeljena
- (Q93) Monosomije in delecije avtosomov, ki niso uvrščene drugje
  - (Q93.0) Monosomija celotnega kromosoma, kromosomsko nerazdvajanje-mejotska nondisjunkcija
  - (Q93.1) Monosomija celotnega kromosoma, mozaicizem (kromosomsko nerazdvajanje-mitotska nondisjunkcija) (mitotic nondisjunction)
  - (Q93.2) Kromosomski obroč ali bicentrični kromosom
  - (Q93.3) Delecija kratke ročice kromosoma 4
    - Wolff-Hirschornov sindrom

  - (Q93.4) Delecija kratke ročice kromosoma 5
    - Sindrom Cri-du-chat

  - (Q93.5) Druge delecije dela kromosoma
    - Angelmanov sindrom

  - (Q93.6) Delecije, ki so opazne samo v prometafazi
  - (Q93.7) Delecije z drugimi zapletenimi preureditvami
  - (Q93.8) Druge delecije avtosomov
  - (Q93.9) Delecije avtosomov, neopredeljena
- (Q95) Uravnotežene kromosomske preureditve in strukturni kromosomski označevalci, ki niso uvrščene drugje
  - Robertsonove in uravnotežene recipročne translokacije in insercije
  - (Q95.0) Uravnotežena translokacija in insercija pri normalni osebi
  - (Q95.1) Inverzija kromosoma pri normalni osebi
  - (Q95.2) Uravnotežena preureditev avtosomnih kromosomov pri nenormalni osebi
  - (Q95.3) Uravnotežena preureditev na spolnih/avtosomnih kromosomih pri nenormalni osebi
  - (Q95.4) Osebe z označevalskim heterokromatinom
  - (Q95.5) Osebe z lomljivim mestom na avtosomu
  - (Q95.8) Druge uravnotežene preureditve in strukturni označevalec
  - (Q95.9) Uravnotežena preureditev in strukturni označevalec, neopredeljena
- (Q96) Turnerjev sindrom
  - (Q96.0) Kariotip 45,X
  - (Q96.1) Kariotip 46,X iso (Xq)
  - (Q96.2) Kariotip 46,X z nenormalnim spolnim kromosomom, razen iso (Xq)
  - (Q96.3) Mozaicizem, 45,X/46,XX ali XY
  - (Q96.4) Mozaicizem, 45,X/drugih celičnih linij z nenormalnim spolnim kromosomom
  - (Q96.8) Druge variante Turnerjevega sindroma
  - (Q96.9) Turnerjev sindrom, neopredeljen
- (Q97) Druge nenormalnosti spolnega kromosoma, z ženskim fenotipom, ki niso uvrščene drugje
  - (Q97.0) Kariotip 47,XXX
  - (Q97.1) Ženska z več kot tremi X kromosomi
  - (Q97.2) Mozaicizem, celične linije z različnim številom X kromosomov
  - (Q97.3) Ženska s kariotipom 46,XY
  - (Q97.8) Druge opredeljene nenormalnosti spolnega kromosoma, ženski fenotip
  - (Q97.9) Nenormalnost spolnega kromosoma, ženski fenotip, neopredeljena
- (Q98) Druge nenormalnosti spolnega kromosoma, z moškim fenotipom, ki niso uvrščene drugje
  - (Q98.0) Klinefelterjev sindrom kariotip 47,XXY
  - (Q98.1) Klinefelterjev sindrom, moški z več kot dvema X kromosomoma
  - (Q98.2) Klinefelterjev sindrom, moški z kariotipom 46,XX
  - (Q98.3) Drugi moški z 46,XX kariotipom - XX moški sindrom
  - (Q98.4) Klinefelterjev sindrom, neopredeljen
  - (Q98.5) Kariotip 47,XYY
  - (Q98.6) Moški s strukturno nenormalnim spolnim kromosomom
  - (Q98.7) Moški z mozaicizmom spolnega kromosoma
  - (Q98.8) Druge opredeljene nenormalnosti spolnega kromosoma, moški fenotip
  - (Q98.9) Nenormalnost spolnega kromosoma, moški fenotip, neopredeljena
- (Q99) Druge nenormalnosti kromosomov, ki niso uvrščene drugje
  - (Q99.0) Himera 46,XX/46,XY
  - (Q99.1) 46,XX pravi hermafrodit
    - 46,XX s trakastimi gonadami
    - 46,XY s trakastimi gonadami
    - Popolna disgenezija gonad

  - (Q99.2) Lomljivi X kromosom
    - Sindrom lomljivega kromosma X

  - (Q99.8) Druge opredeljene nenormalnosti kromosomov
  - (Q99.9) Nenormalnost kromosomov, neopredeljena